# Kodli
Kodli är en ort i Indien.   Den ligger i distriktet Gulbarga och delstaten Karnataka, i den centrala delen av landet, 1 200 km söder om huvudstaden New Delhi. Kodli ligger 473 meter över havet och antalet invånare är 5 060.
Terrängen runt Kodli är platt. Runt Kodli är det ganska tätbefolkat, med 172 invånare per kvadratkilometer. Närmaste större samhälle är Kālgi, 6,8 km sydväst om Kodli. Trakten runt Kodli består till största delen av jordbruksmark.